# Luik-Bastenaken-Luik 1981
In 1981 werd de 67e editie verreden van de wielerwedstrijd Luik-Bastenaken-Luik. 
De Zwitser Josef Fuchs verloor de sprint a deux van de Nederlander Johan van der Velde. Omdat Van der Velde werd betrapt op dopinggebruik ging hij er wel met de zege vandoor. Er werd geen derde plaats toegekend.
De wedstrijd maakte onderdeel uit van de Super Prestige Pernod, van 1981.

## Uitslag
| Plaats  | Naam              | Ploeg                       | tijd     |
| ------- | ----------------- | --------------------------- | -------- |
| Winnaar | Josef Fuchs       | Cilo-Aufina                 | 6u54'00" |
| 2       | Stefan Mutter     | Cilo-Aufina                 | + 0'50"  |
| 3       | niet uitgereikt   |                             |          |
| 4       | Ludo Peeters      | TI–Raleigh                  | z.t.     |
| 5       | Guido van Calster | Splendor-Wickes-Europ Decor | + 2'00"  |
| 6       | Eddy Schepers     | DAF Trucks-Cote d'Or        | + 2'00"  |
| 7       | Rudy Pevenage     | Capri Sonne                 | + 2'54"  |
| 8       | Bert Oosterbosch  | TI–Raleigh                  | z.t.     |
| 9       | Gerrie Knetemann  | TI–Raleigh                  | z.t.     |
| 10      | Frits Pirard      | Boule d'Or-Sunair           | z.t.     |

1892 · 1893 · 1894 · 1895-1907 · 1908 · 1909 · 1910 · 1911 · 1912 · 1913 · 1914 · 1915 · 1916 · 1917 · 1918 · 1919 · 1920 · 1921 · 1922 · 1923 · 1924 · 1925 · 1926 · 1927 · 1928 · 1929 · 1930 · 1931 · 1932 · 1933 · 1934 · 1935 · 1936 · 1937 · 1938 · 1939 · 1940 · 1941 · 1942 · 1943 · 1944 · 1945 · 1946 · 1947 · 1948 · 1949 · 1950 · 1951 · 1952 · 1953 · 1954 · 1955 · 1956 · 1957 · 1958 · 1959 · 1960 · 1961 · 1962 · 1963 · 1964 · 1965 · 1966 · 1967 · 1968 · 1969 · 1970 · 1971 · 1972 · 1973 · 1974 · 1975 · 1976 · 1977 · 1978 · 1979 · 1980 · 1981 · 1982 · 1983 · 1984 · 1985 · 1986 · 1987 · 1988 · 1989 · 1990 · 1991 · 1992 · 1993 · 1994 · 1995 · 1996 · 1997 · 1998 · 1999 · 2000 · 2001 · 2002 · 2003 · 2004 · 2005 · 2006 · 2007 · 2008 · 2009 · 2010 · 2011 · 2012 · 2013 · 2014 · 2015 · 2016 · 2017 · 2018 · 2019 · 2020 · 2021 · 2022 · 2023 · 2024 · 2025